# Bebe Buell
Bebe Buell, pseudonimo di Beverle Lorence Buell (Portsmouth, 14 luglio 1953), è una modella, cantante e manager statunitense.

## Biografia
Madre dell'attrice Liv Tyler, concepita con il cantante degli Aerosmith, Steven Tyler, ha cantato per i Gargoyles, ma ha anche pubblicato dei dischi come solista. Fu playmate di Playboy nel novembre del 1974. Ebbe una relazione con Todd Rundgren. Successivamente si sposò con il musicista-attore Coyote Shivers. Con Lori Mattix e Sable Starr, Bebe Buell fu una delle più celebri groupie degli anni settanta e ottanta; tra le sue più famose relazioni troviamo infatti George Harrison, Jimmy Page, Mick Jagger, Iggy Pop, Rod Stewart e il già citato Steven Tyler.

## Discografia

### Album
- 2010 - Sugar

### Raccolte
- 1994 - Retrosexual

### EP
- 1981 - Cover Girls

### Singoli
- 1982 - Little Black Egg
- 1984 - A Side Of The B-Sides
- 1992 - Gargoyle